# Sans lendemain
Pour plus de détails, voir Fiche technique et Distribution.
Sans lendemain  est un film français réalisé par Max Ophüls, sorti en 1940.

## Synopsis
Après un mariage malheureux avec un malfrat qui a été retrouvé « suicidé », une femme du monde, Evelyne, a été contrainte, pour pouvoir élever son jeune fils, de devenir danseuse nue dans un cabaret parisien.  
Elle tombe par hasard sur un ancien amour de passage à Paris, Georges, rencontré 10 ans plus tôt au Canada, et qu’elle avait dû quitter précipitamment et sans explications sous la menace de son mari - pourtant en voie de divorce - et fraîchement sorti de prison.  
Elle se compromet alors avec l’ancien chef de son mari pour arriver à louer un appartement hors de prix dans un quartier chic de la capitale : elle doit recevoir Georges, médecin devenu riche, qui l’aime et qu’elle aime mais à qui elle veut lui dissimuler la disgrâce de sa situation.  

## Fiche technique
- Titre : Sans lendemain
- Réalisation : Max Ophüls, assisté d'Henri Aisner
- Scénario : Curt Alexander, André-Paul Antoine, Hans Jacoby, Jean Jacot, Max Kolpé, Max Ophüls et Hans Wilhelm
- Musique : Allan Gray
- Images : Paul Portier et Eugen Schüfftan
- Montage : Jean Sacha et Bernard Séjourné
- Décors : Max Douy
- Direction artistique : Eugène Lourié
- Costumes : Laure Lourié
- Producteur : Gregor Rabinovitch
- Production : Ciné-Alliance
- Distribution : Heraut Film
- Pays d'origine :  France
- Langue : français
- Format :  Son mono - Noir et blanc - 35 mm  - 1,37:1
- Genre : Film dramatique
- Durée : 82 minutes
- Date de sortie : France, 22 mars 1940

## Distribution
- Edwige Feuillère : Evelyn (Babs) Morin
- George Rigaud : Georges
- Daniel Lecourtois : Armand
- Mady Berry : la concierge
- Michel François : Pierre, le fils d'Evelyn
- Georges Lannes : Paul Mazuraud
- Pauline Carton : la bonne
- Jane Marken : Mme Béchu
- Paul Azaïs : Henri
- André Gabriello : Mario
- Louis Florencie : le client ivre